# Liste der Monuments historiques in Liessies
Die Liste der Monuments historiques in Liessies führt die Monuments historiques in der französischen Gemeinde Liessies auf.

## Liste der Bauwerke
| Bezeichnung                    | Beschreibung              | Standort                      | Kennzeichnung | Schutzstatus | Datum | Bild           |
| ------------------------------ | ------------------------- | ----------------------------- | ------------- | ------------ | ----- | -------------- |
| Kapelle Ste-Hiltrude           |                           | D 133 (Rue Clemenceau) (Lage) | PA00107565    | Classé       | 1947  |                |
| Kirche St-Lambert-Ste-Hiltrude | Erbaut im 16. Jahrhundert | (Lage)                        | PA00107566    | Inscrit      | 1944  | weitere Bilder |

## Liste der Objekte

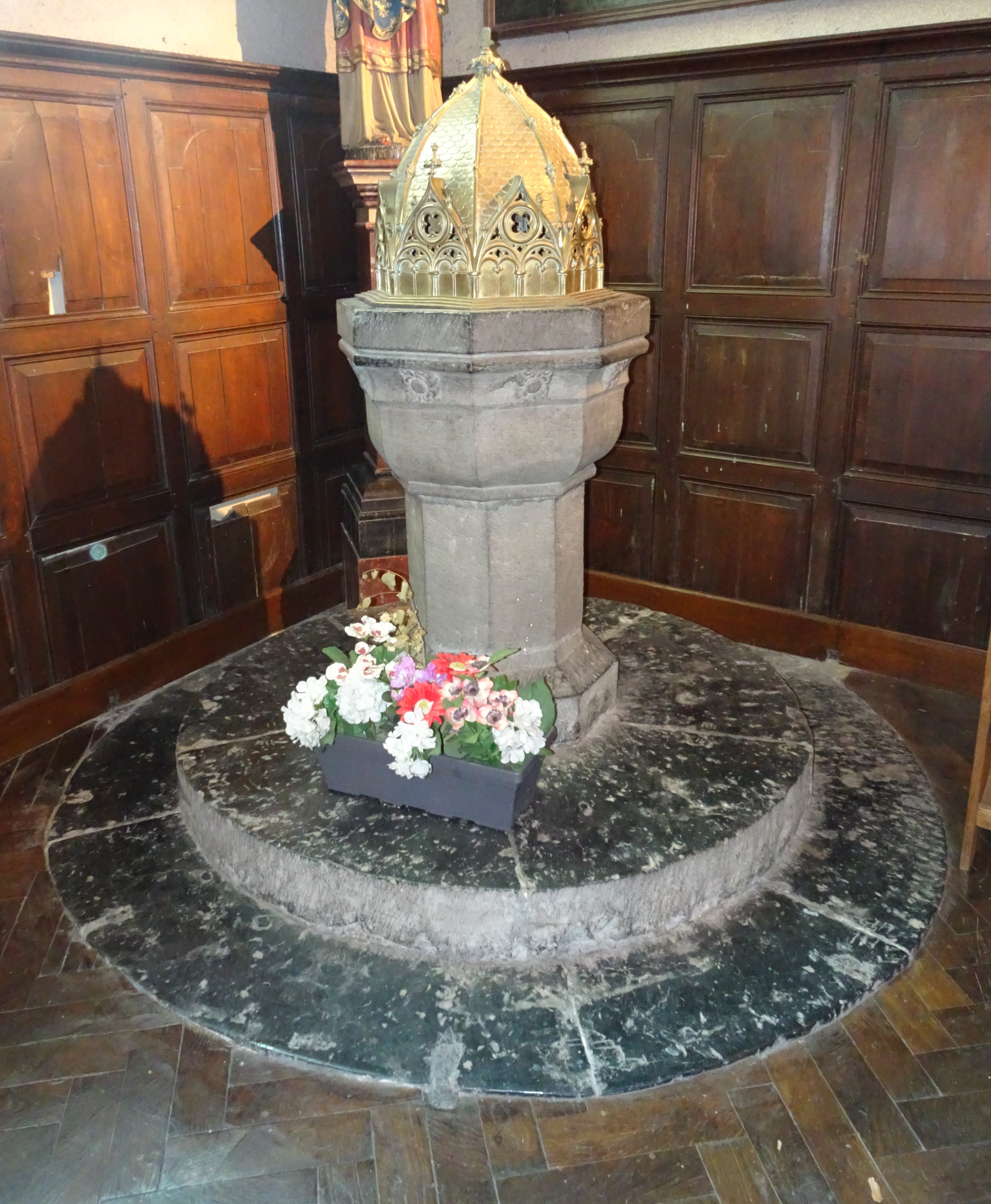
Taufbecken aus dem 17. Jahrhundert in der Kirche St-Lambert-Ste-Hiltrude

- Monuments historiques (Objekte) in Liessies in der Base Palissy des französischen Kultusministeriums